# Loch Shieldaig (Gairloch)
Loch Shieldaig är en vik till havsviken Loch Gairloch i Storbritannien. Den är en av två vikar med samma namn i kommunen Highland i Skottland. 
Klimatet i området är tempererat. Årsmedeltemperaturen i trakten är 5 °C. Den varmaste månaden är augusti, då medeltemperaturen är 12 °C, och den kallaste är januari, med −2 °C.
Vid södra änden av Loch Shieldaig ligger byn Shieldaig, som är en av två byar med detta namn i kommunen Highland. Den andra ligger vid (den andra) Loch Shieldaig 19 kilometer söderut.